# Liste der Monuments historiques in Jenzat
Die Liste der Monuments historiques in Jenzat führt die Monuments historiques in der französischen Gemeinde Jenzat auf.

## Liste der Bauwerke
| Bezeichnung                           | Beschreibung                                      | Standort | Kennzeichnung | Schutzstatus | Datum | Bild           |
| ------------------------------------- | ------------------------------------------------- | -------- | ------------- | ------------ | ----- | -------------- |
| Schloss                               | Erbaut im 13. Jahrhundert                         | (Lage)   | PA00093126    | Classé       | 1995  | weitere Bilder |
| Kirche St-Martin                      | Erbaut im 11./12. Jahrhundert                     | (Lage)   | PA00093127    | Classé       | 1923  | weitere Bilder |
| Pfarrhaus (Fotos in der Base Mérimée) | Erbaut in der zweiten Hälfte des 15. Jahrhunderts | (Lage)   | PA00093128    | Inscrit      | 1972  |                |

## Liste der Objekte

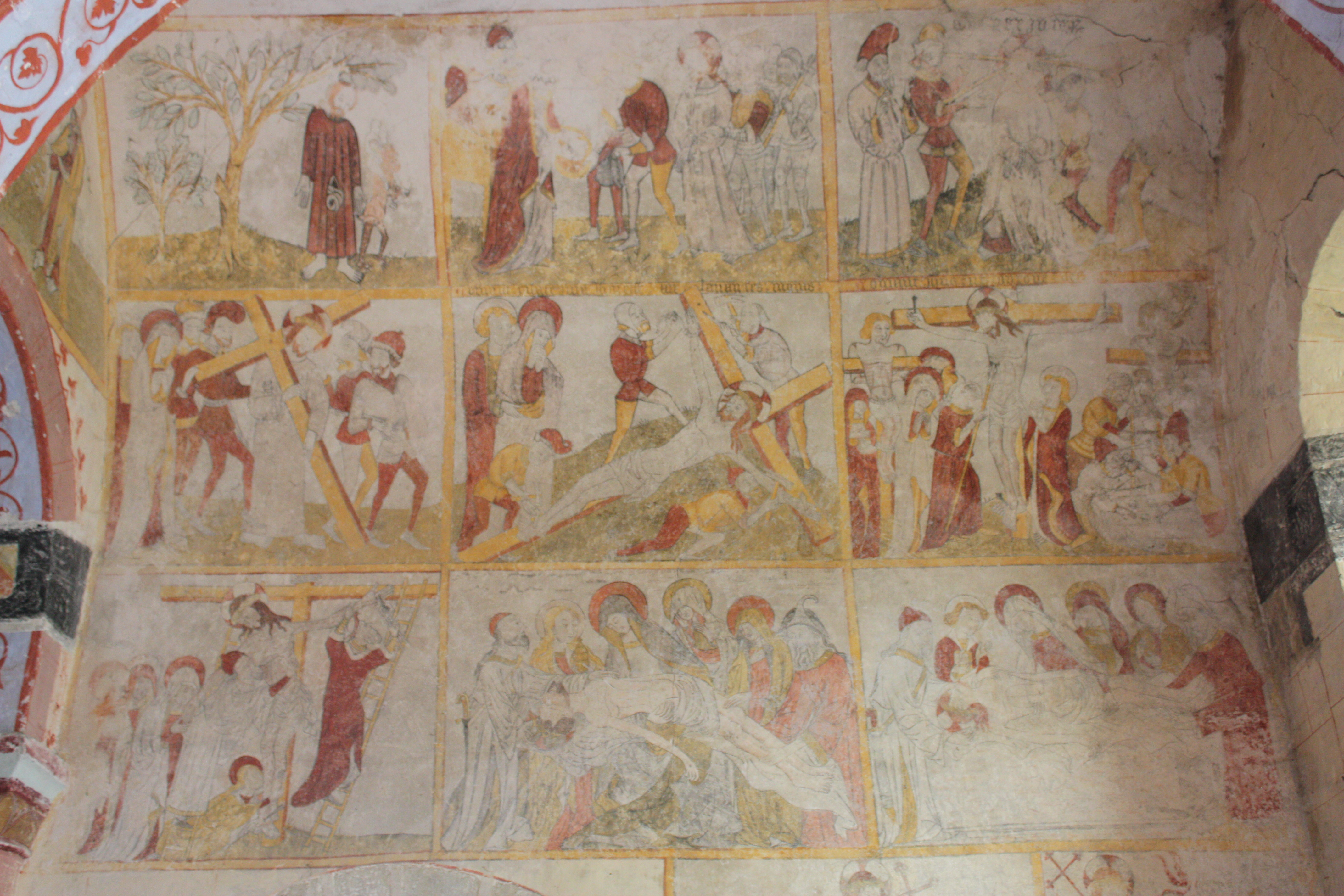
Wandmalerei in der Kirche St-Martin

- Monuments historiques (Objekte) in Jenzat in der Base Palissy des französischen Kultusministeriums